# SNIP
Scotland to Northern Ireland Pipeline (SNIP) — підводний газопровід, який з'єднує Шотландію та Північну Ірландію.
На початку 1990-х років було вирішено спорудити газопровід з Великого острова Британії до Північної Ірландії, що дозволило б перевести виробництво електроенергії з нафти на газ, видобуток якого в Північному морі був якраз на підйомі. За будівництво 135-кілометрового трубопроводу діаметром 600 мм взялась компанія Mutual Energy Limited, спільне підприємство BG Group та американської Keyspan Energy Development Corporation (можна відзначити, що ця ж компанія спорудила підводну систему передачі електроенергії до Північної Ірландії — інтерконектор Мойле). Маршрут газопроводу починається у шотландському Twynholm та веде до теплоелектростанції Ballylumford power station, яка розташована у північноірландському графстві Антрім. ТЕС забезпечує половину потреб Північної Ірландії в електричній енергії. У 1990-х її перевели на використання природного газу як основного палива.
Окрім виробництва електроенергії, доставлений по SNIP газ подається широкому колу споживачів. До кінця 2015 року у регіоні Великого Белфасту газифікували близько 187 тисяч осель. Крім того, через трубопроводи NWP (North-West pipeline, довжина 112 км, введений в дію  у 2004 році) та SNP (South North Pipeline, довжина 156 км, введений в дію у 2006 році) газ подають до Лондондеррі, Limavady, Балліміна, Ballymoney, Колрейн, Ньюрі, Craigavon, Антрім, Banbridge та Арма, де доступ до газу отримали 28 тисяч осель. Це дозволяє їм відмовитись від традиційного для Північної Ірландії опалення з використанням нафти. Крім того, NWP постачає газ до електростанції Coolkeeragh.